# Smittium tynense
Smittium tynense är en svampart som beskrevs av Strongman 2007. Smittium tynense ingår i släktet Smittium och familjen Legeriomycetaceae.   Inga underarter finns listade i Catalogue of Life.